# Erland Hagegård
Erland Hagegård, född 27 februari 1944 i Arvika i Värmland, är en svensk opera- och konsertsångare, först baryton, men från 1977 tenor.

## Biografi
Hagegård utbildade sig vid Musikhögskolan Ingesund med lärare som Hans Wihlborg, sång (musiklärarexamen) och vid Kungliga Musikhögskolan i Stockholm för bland andra Arne Sunnegårdh och vid Hochschule für Musik und darstellende Kunst för Erik Werba i Wien samt mästarklasser för Erik Werba och Gerald Moore. Han har även studerat Lied-interpretation för Paul Schilhavsky vid Mozarteum i Salzburg samt för Hans Gertz och Hjördis Schymberg.
Hans första roll var som Erik i Värmlänningarna 1963–1965 (Arvika och Skansen i Stockholm).
Medan Rikskonserter fortfarande hette ”Statens försöksverksamhet med Rikskonserter” blev han uttagen som deras förste konsertdebutant med en romanskonsert i Stockholm 1965. Huvuddebuten hade föregåtts av en turné på västkusten. Recensionsöverskrifterna löd: "En sensationsdebut" (Svenska Dagbladet), "En artist träder fram" (Stockholmstidningen) och "Sverige har fått sin Fischer-Dieskau" (Dagens Nyheter).
Erland Hagegård scendebuterade på Volksoper i Wien 1968 och var anställd där samt i Frankfurt fram till 1974. Han anställdes vid Staatsoper i Hamburg 1974, och var regelbundet gäst på Wiener Staatsoper samt Kungliga Operan i Stockholm där han bland annat sjöng Germont i La traviata 1976, Rodophe i La bohème 1981–1985 och Lenskij i Eugen Onegin 1982. Den sistnämnda tillsammans med kusinen Håkan Hagegård i titelrollen. På de internationella operascenerna har han gjort roller som Escamillo i Carmen och titelpartiet i Don Giovanni.
Han bytte 1977 röstfack och gick över till tenor. Första tenorrollen i Sverige var 1979 på Drottningholmsteatern som Xerxes i operan med samma namn av Händel. På Stockholmsoperan var hans första roll i tenorfacket Rodolphe i La bohème 1981.
Förutom de redan nämnda operarollerna kan även dessa nämnas ur de totalt cirka 45 som han sjungit:
- Volksoper i Wien: Belcore i L'elisir d'amore, Peter der Erste i Zar und Zimmermann, Ravenal i Show Boat.
- Frankfurtoperan: Valentin i Faust, Graf Danilo Danilowitsch i Die lustige Witwe (även i Teheran), Marcello i La Bohème.
- Staatsoper, Hamburg: Peter der Erste i Zar und Zimmermann, Herr Fluth i Die lustigen Weiber von Windsor, Dandini i La Cenerentola.

På senare år har han lämnat den framgångsrika internationella operakarriären och mest framträtt som konsertsångare.
Erland Hagegård är kusin till Håkan Hagegård.

## Priser och Utmärkelser
- 1966–1968 Christina Nilsson-stipendiet tre gånger.
- 1968 NWT:s Kulturpris.
- 1973 Värmlands läns landstings Frödingsstipendium.
- 1982 Värd för radioprogrammet Sommar i P1.
- 1984 Svenska fonogrampriset utdelat av Sveriges Television TV2, Musikrevy och Stockholms Konserthusstiftelse.
- 2019  Medaljen Litteris et Artibus för framstående konstnärliga insatser som operasångare.[2][3]
- Hedersmedlem i diverse körer: bland annat Orphei Drängar (OD).

## Diskografi (urval)
- Ljuva minnen - Lovely memories. Erland Hagegård m.fl. Bluebell ABCD 082. Svensk mediedatabas.
- Peterson-Berger, W., Intet är som väntas tider - Time of waiting. Sterling CDA 1661-2. Svensk mediedatabas. (2 CD).
- Jacobsson, J., Ur min portfölj. Bluebell Bell 159. LP. Svensk mediedatabas.
- Sakralt. EHC Records EHCCD 8-95. (Distr. Naxos). Svensk mediedatabas.
- Fröjda dig. Philips 518 003-2. Svensk mediedatabas.
- På själens vingar. Svensk mediedatabas. Cantio SLP 558. Svensk mediedatabas.
- Melodier ur de mest älskade operetterna. Erland Hagegeård, Britt Marie Aruhn. Philips 438775-2. Svensk mediedatabas.
- Peterson-Berger. W. Arnljot. HMV 4E 061-34925. Svensk mediedatabas.
- From solo to quartet. Med Lucia Negro. BIS LP. Svensk mediedatabas. Bis : Bis-lp-77. Svensk mediedatabas.
- Allting spelas upp igen. EHC Records. 2003. Svensk mediedatabas. ECH HCD 902. Svensk mediedatabas.
- Ur Kung Eriks visor. Ture Rangström. Med Gunnar Ahlmark (piano). Fabo SLP 33106.
- Schubert 13 Lieder. Med Jan Eyron (piano). EMI E061-34022.
- Med värmländsk brytning. Med Håkan Hagegård. EMI E062-35133.
- Vox humana. Allan Pettersson. Kör och orkester under Stig Westerberg. Bis BIS LP 55.
- Saint-Saens. Juloratorium. Proprius PROP 7857. CD: Proprius PRCD 9057.
- Rangström. Sånger. Med Staffan Scheja (piano). Caprice CAP 1208.
- Jungfrun i tornet. J. Sibelius. Bis BIS LP 250.
- När skönheten kom till byn. Nils Ferlin. Caprice CAP 1319.
- Sjösalavår. Evert Taube-sånger. Mariann MLPH 1629.
- Lusse Lelle. Ett solo. Med Göteborgs Domkyrkas Gosskör. Ehc EHC 3-87.
- Julens sånger. Ehc EHC 4-87.
- Julstämning. Big bag BBLP 605.
- Hjärtats sånger. Ehc EHCLP 6-90.